# TIGER

Logo der TIGER-Daten

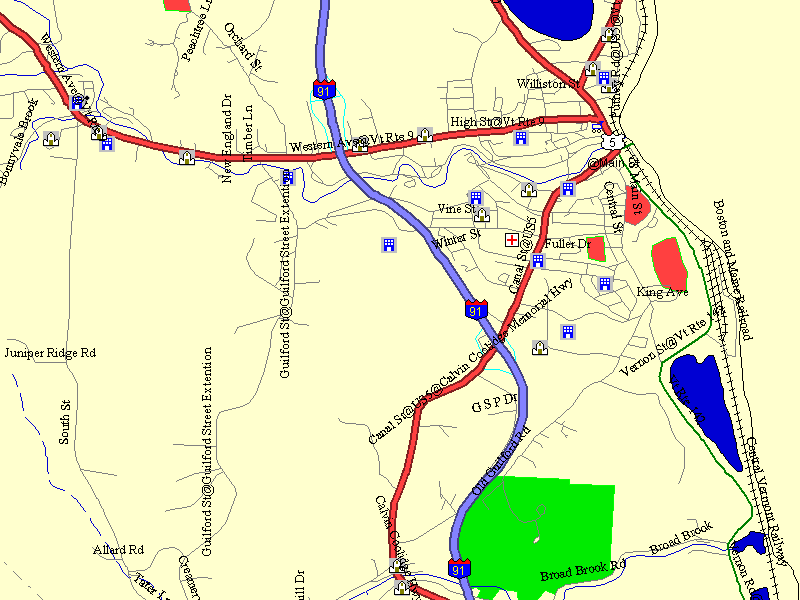
Beispiel Daten aus TIGER

TIGER oder auch Topologically Integrated Geographic Encoding and Referencing ist ein Datenformat, welches vom United States Census Bureau zum Beschreiben von Landattributen wie Straßen, Zugstrecken, Gebäude, Flüsse und Seen sowie in anderen Bereichen wie der Volkszählung benutzt wird. TIGER wurde entwickelt, um die Volkszählung der Vereinigten Staaten zu verbessern.
Die TIGER-Dateien selbst enthalten keine demografischen Daten, sondern lediglich die kartographischen Daten. Die TIGER-Daten sind kostenlos verfügbar, da ein Werk der Regierung der Vereinigten Staaten grundsätzlich public domain ist.

## Datenabdeckung
Die TIGER-Daten umfassen die Vereinigten Staaten, Puerto Rico, die Amerikanischen Jungferninseln, Amerikanisch-Samoa, Guam, das Commonwealth der Nördlichen Marianen und die Midwayinseln.
TIGER enthält sowohl die Landattribute wie Straßen, Gebäude, Flüsse und Seen als auch Gebiete wie Landkreise, Erhebungsgebiete für die Volkszählung usw. Einige der enthaltenen geographischen Gebiete sind politische Gebiete wie Landkreise, Kongressbezirke oder auch Schulbezirke. Andere sind statistische Gebiete wie die Erhebungsgebiete für die Volkszählung oder auch angenäherte Postleitzahlgebiete (nicht zu verwechseln mit den echten Postleitzahlgebieten). Diese angenäherten Bereiche werden benutzt, da sich 3 % der Postleitzahlen regelmäßig ändern. Sie können deshalb nicht über längere Zeit für statistische Verwendungszwecke benutzt werden.

## Datenformate
Die letzten TIGER-Daten, welche in einem speziellen textbasierten Format vorlagen, wurden im Februar 2007 veröffentlicht (2006 Second Edition). Die aktuellen TIGER-Daten werden seit dem 31. März 2008 vom Census Bureau im Shapefile- und Geography-Markup-Language-Format zum Download angeboten. Dies geschieht unter anderem durch WFS- und WMS-Server.